# Абир Мухерджи
Абир Мукерджи (англ. Abir Mukherjee,  1974 год) — британско-индийский автор, известный серией детективов о капитане Виндгеме и сержанте Банерджи, раскрывающих дела в колониальной Индии. Романы серии получили 4 книжных награды, в том числе награду ассоциации писателей детективов.

## Биография
Абир Мухерджи родился в 1974 году в Лондоне в семье иммигрантов из Индии. Родители писателя переехали в Великобританию из Калькутты еще до его рождения. Вырос на западе Шотландии. Окончил Лондонскую школу экономики, после чего стал работать в сфере финансов.
Писательскую карьеру начал в 2013 году, в возрасте 39 лет. Первый роман — "Человек с большим будущим" написал на конкурс, объявленный газетой Телеграф, который выиграл в 2014 году. Роман был напечатан в 2016 году.

## Творчество
Детективные романы описывают время после I Мировой войны в Индии, находившейся под руководством Британской империи. Этот период заинтриговал автора, потому что Мухерджи считал период колонизации недостаточно освещенным в школьном образовании, а присутствуют нарративы, отличные от рассказов об Индии его родителей. Детективы стали результатом поиска собственной идентичности и обращения к периоду английского правления в Индии углубляло его понимание, кем он является.
По сюжету капитан Вингем, лондонский полицейский инспектор, участник I Мировой войны, получает предложение работы от бывшего командира, а теперь руководителя полиции Калькутты. Вингем принимает ее, поскольку хочет оставить Лондон из-за воспоминаний об умершей из-за испанского гриппа жены. В первую неделю работы он знакомится с сержантом-индийцем Сурендранатом Бенерджи, которого в участке зовут Несокрушим (Surrender-not) Бенерджи. Отношения между британцами и индийцами в стране четко иерархизированы, но капитан Виндгем не занимается расовыми предубеждениями, хотя и не полностью свободен от них. Между ним и сержантом устанавливаются отношения уважения и дружбы, развивающиеся на протяжении серии.
Рассказ ведет капитан Сэм Виндгем, однако в пятой книге рассказчиком также становится сержант Бенерджи.
Детективные истории разворачиваются на фоне политических процессов в Индии, в частности, развертывания движения ненасилия Махатмы Ганди.
Постколониальная проблематика — то, что отличает эту серию детективных текстов от классической британской детективной традиции ( Конан Дойл, Агата Кристи ), где колонизированным народам не придавалось субъектности.
В серии вышли следующие романы:
- 2016 — A Rising Man (в рус. переводе «Человек с большим будущим»), события в романе происходят в 1919 году.
- 2017 — A Necessary Evil (в рус. переводе «Неизбежное зло»), события в романе происходят в 1920 году.
- 2018 — Smoke and Ashes (в рус. переводе «Дым и пепел»), события в романе происходят в 1921 году.
- 2019 — Death in the East (в рус. переводе «Смерть на востоке»), события в романе происходят в 1922 году.
- 2021 — The Shadows of Men (в рус. переводе «Тени людей»), события в романе происходят в 1923 году.

## Награды
- 2014 — Премия Гарвилла Секера газеты «Телеграф» за роман «Человек с большим будущим».
- 2017 — «Исторический кинжал» (Премия ассоциации писателей-криминалистов) за роман «Человек с большим будущим».
- 2018 — премия Уилбура Смита, за роман «Неизбежное зло»
- 2021 — "Исторический кинжал" (Премия ассоциации писателей-криминалистов) за роман "Смерть на Востоке"